# Cuza Vodă, Constanța
Cuza Vodă (în trecut Docuzol, în turcă  Dokuz Oğul) este satul de reședință al comunei cu același nume din județul Constanța, Dobrogea, România. La recensământul din 2002 avea o populație de 3197 locuitori.